# Druzhba (Adiguesia)
Druzhba (del ruso: Дружбa) es un pueblo (posiólok) del raión de Koshejabl en la república de Adiguesia de Rusia. Está situado a orillas del río Chojrak, 12 km al noroeste de Koshejabl y 41 km al nordeste de Maikop, la capital de la república. Tenía 782 habitantes en 2010
Es centro del municipio Dmítriyevskoye, al que pertenecen asimismo Dmítriyevski, Komsomolski, Krasni Fars, Novoalekséyevski, Otradni, Plodopitomnik, Politotdel, Jachemzi y Chojrak.